# 1962
1962 (MCMLXII) var ett normalår som började en måndag i den gregorianska kalendern.

## Händelser

### Januari
- 1 januari – Brittiska popgruppen Beatles provspelar på skivbolaget Decca som säger nej till skivkontrakt [1].
- 5 januari – Det första albumet där Beatles spelar, My Bonnie, utgivet av "Tony Sheridan and the Beat Brothers" (inspelat i juni föregående år i Hamburg), släpps på skivmärket Polydor i Storbritannien.[2][3]
- 8 januari – 90 personer omkommer då ett lokaltåg och ett expresståg kolliderar i Woerden, Nederländerna [4].
- 10 januari – En lavin på Nevado Huascarán i Peru kräver cirka 3 000 dödsoffer [5].

### Februari
- 3 februari – 299 personer omkommer vid en gruvexplosion i Västtyskland [4].
- 16 februari – Vasavarvet i Stockholm invigs. Detta museum är tänkt att vara provisoriskt, men förblir Vasamuseet i 27 år, innan det nya kan invigas 1990.
- 20 februari
  - Amerikanske astronauten John Glenn åker tre varv runt jorden i en Mercurykapsel [6].
  - Sveriges riksdag beslutar att minska antalet kommuner i Sverige i en andra omgång, från över 1 000 till omkring 300 [7]. Förslaget kommer från Sveriges inrikesminister Rune Johansson [8].
  - Första kända fångutväxlingen genomförs på Glienicker Brücke i Berlin. Amerikanske Gary Powers byttes mot sovjetiske Rudolf Abel.
- 26 februari – USA:s högsta domstol förklarar att rasåtskillnad på offentliga transporter strider mot USA:s konstitution [1].

### Mars
- 1 mars

Uganda självständigt.

  - Uganda blir självständigt från Storbritannien.
  - 95 personer omkommer då en amerikansk Boeing 707 störtar nära Idlewilds flygplats [4].
- 4 mars – 11 personer omkommer då en brittisk Boeing DC-7C störtar i Douala, Kamerun [4].
- 13 mars – Sverige vinner VM-finalen i ishockey, varvid Lennart Hyland i ett klassiskt referat beskriver hur pucken "gliiider in i mååål".
- 15 mars – Sveriges statsminister Tage Erlander lägger fram en proposition om att det svenska biståndet till utvecklingsländerna skall öka från 52 till 130 miljoner SEK [7].
- 16 mars – 107 personer omkommer då ett amerikanskt charterflygplan spårlöst försvinner under flygning mellan Filippinerna och Guam [4].
- 17 mars
  - Medicinalstyrelsen i Sverige misstänker att sömnmedlet neurosedyn kan ge stora fosterskador om gravida kvinnor tar det, och expert kallas in [6].
  - På Moderna museet öppnas utställningen 4 amerikaner, där Robert Rauschenbergs uppstoppade angoraget med ett bildäck om magen väcker uppmärksamhet [7].
- 18 mars
  - Vapenstillestånd i Algerietrevolten [9].
  - Sverige blir världsmästare i ishockey för tredje gången i Colorado efter att bland annat ha besegrat Kanada med 5-3 [6].
- 23 mars – I Helsingforsavtalet regleras Nordiska rådets verksamhet. Man skall bevara och utveckla samarbete på rättsligt, kulturellt, socialt och ekonomiskt område.

### April
- 1 april

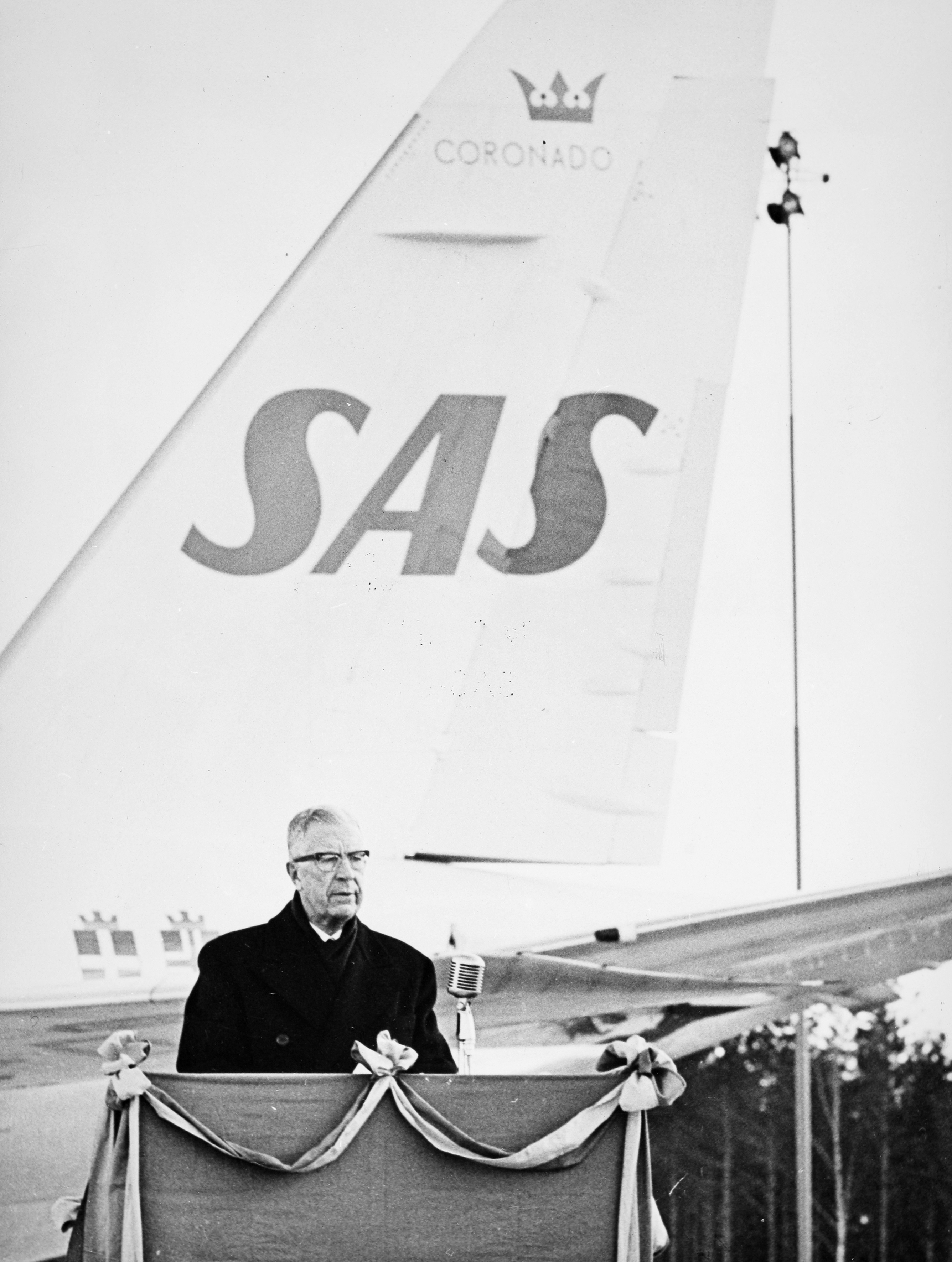
Stockholm Arlanda Airport invigs av Konung Gustaf VI Adolf.

  - Stockholms nya internationella storflygplats Arlanda invigs officiellt.[8]
  - Ett klassiskt aprilskämt genomförs i svensk TV, då folk uppmanas hänga nylonstrumpor framför TV-rutan, för att få färg-TV.
- 5 april – Efter nästan fyra års bygge står Sankt Gotthardstunneln i Västalperna mellan Schweiz och Italien färdig [6].
- 6 april – Eva Mobergs debattbok om kvinnorollen, Kvinnor och människor, utkommer [7].
- 8 april – 236 personer omkommer då brittiska passagerarfartyget Dara sjunker i Persiska viken efter sabotage [4].
- 25 april – USA utför kärnvapenprov i jordens atmosfär vid Julön [10].
- 27 april – AB Svenska Ords första revy, Gröna Hund, har premiär på Gröna Lund [7], med manus av Hans Alfredson, Tage Danielsson och Lasse O'Månsson [8]. Där gör figuren Valfrid Lindeman sitt första framträdande.

### Maj
- 2 maj – Findus köps av Nestlé [6].
- 3 maj – 163 personer omkommer och 400 skadas då ett tåg kör in i spillrorna efter två andra tåg som kolliderat i Tokyo, Japan [4].
- 17 maj – USA skickar marinsoldater till Thailand för att stoppa vad som upplevs som kommunistiskt hot [11].
- 19 maj – Kristina Ahlmark-Michanek släpper debattboken "Jungfrutro och dubbelmoral", som förespråkar friare syn på sexuallivet [6].
- 22 maj – Två flygplan av typen J29 Flygande tunnan kolliderar i Östersundstrakten. En fältflygare omkommer.
- 23 maj – Sveriges riksdag beslutar, efter 13 års försök med enhetsskola, att på sikt definitivt införa nioårig grundskola i Sverige [7], uppdelad på låg-, mellan- och högstadium som ersätter 6-årig folkskola [8]. Man inför även en sifferbetygskala med betygen 1-5 [1] samt läroplanen Lgr 62. Man inför också en skollag och skolstadga, gemensam för alla svenska skolformer.
- 25 maj – Rockbandet The Rolling Stones bildas i London
- 28 maj – Sveriges riksdag antar en lag mot piratradiosändningar [12].
- 31 maj – Dömde tyske krigsförbrytaren Adolf Eichmann avrättas av Israel genom hängning i Jerusalem [6].

### Juni

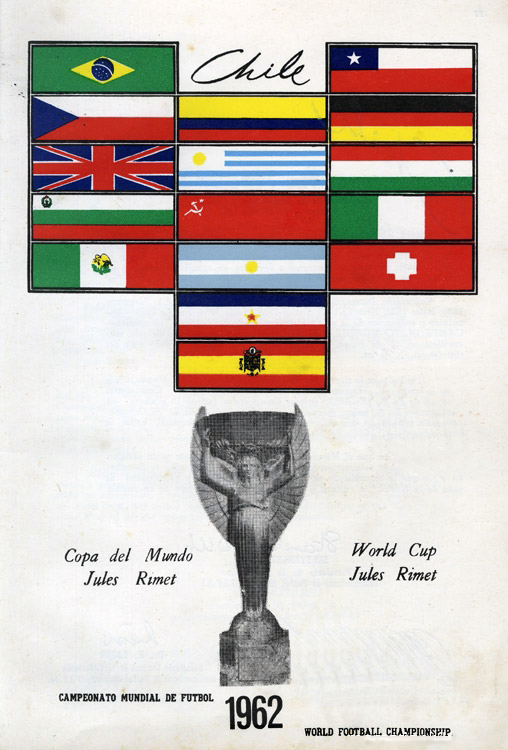
Världsmästerskapet i fotboll spelas i Chile.

- 3 juni – 130 personer omkommer då en chartrat Boeing Jet 707 från Air France havererar på Paris-Orly flygplats [4].
- 9 juni – Första banracingtävlingen på Ring Knutstorp
- 11 juni – Frank Lee Morris och bröderna Anglin rymmer från Alcatraz.
- 17 juni – Brasilien vinner VM-finalen i fotboll mot Tjeckoslovakien med 3-1 inför drygt 66 000 åskådare i Santiago de Chile [6].
- 22 juni – 113 personer omkommer då en fransk Boeing 707 störtar över Guadeloupe [4].
- 30 juni – Radio Nord upphör med sin verksamhet efter Sveriges riksdags införande av den nya lagen mot piratradio [6].

### Juli

Algeriet självständigt.

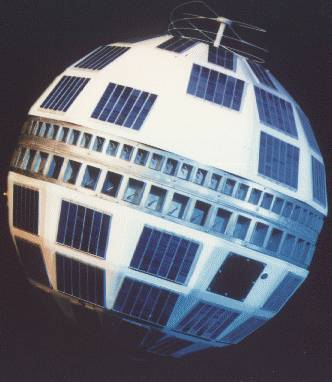
Telstar, världens första kommunikationssatellit, sänds upp.

- Juli – USA drar tillbaka de 5 000 marinsoldater man i maj 1962 skickade till Thailand [11].
- 1 juli – Rwanda och Burundi blir självständiga från Belgien.
- 3 juli – Algeriet blir självständigt från Frankrike efter flera års oroligheter [6], med Ben Bella som regeringschef [1] då över 99 % av befolkningen röstat för oberoende [1].
- 7 juli – 94 personer omkommer då ett italienskt flygplan störtar över Bombay, Indien [4].
- 9 juli – Andy Warhol ställer ut sitt berömda konstverk med Campbells soppburkar för första gången.
- 10 juli – Telstar, världens första kommunikationssatellit, sänds upp.
- 13 juli – Harold Macmillan avskedar en tredjedel av sitt kabinett. Händelsen kallas De långa knivarnas natt av kritikerna.
- 23 juli – Med amerikanska kommunikationssatelliten Telstar sänds det första per satellit direktsända utbytet av TV-program mellan USA och Europa[6] och innehåller scener från Lappland[7].

### Augusti
- 5 augusti
  - Jamaica blir självständigt från Storbritannien [9].
  - Sovjetunionen inleder en ny kärnvapenprovserie i jordens atmosfär vid Novaja Zemlja [10].
- 28 augusti – Svenska jagare fäller sjunkbomber mot en främmande ubåt vid Fårö [7].
- 31 augusti – Trinidad och Tobago blir självständigt från Storbritannien.

### September
- 8 september – TV-serien Alla vi barn i Bullerbyn, inspelad två år tidigare och i regi av Olle Hellbom baserad på Astrid Lindgrens böcker, sänds för första gången i Sveriges Radio-TV [8].
- 9 september – Väckelserörelsen Maranata, som brutit sig ur Pingstkyrkan, håller sitt första möte [8] i Stockholm, ledd av Arne Imsen.[1]
- 13 september – Lars Görlings fräna skildring av några asociala ungdomar, romanen 491, utkommer – två år senare filmatiserad med samma titel; 491 (film). Den var avsedd, "att vara en träklubba i skallen" på de sociala myndigheterna.[7]
- 19 september – Sveriges utrikesminister Östen Undén avgår efter 19 år på posten, till eftervärlden blir han känd som en av den svenska neutraltietspolitikens främsta uttolkare.[8]
- 22 september – USA startar ny kärnvapenprovserie.[10]
- 25 september – I USA vinner Sonny Liston USA mot Floyd Patterson, USA på KO i första ronden och blir ny tungviktsvärldsmästare i boxning.[6]
- 26 september – En statskupp i Nordjemen blir början på ett inbördeskrig som varar 60-talet ut.

### Oktober
- Oktober – USA börjar ge militärt stöd till antikommunistiska styrkor i Laos [11].
- 1 oktober – EFTA sänker tullarna med 10 % [9].

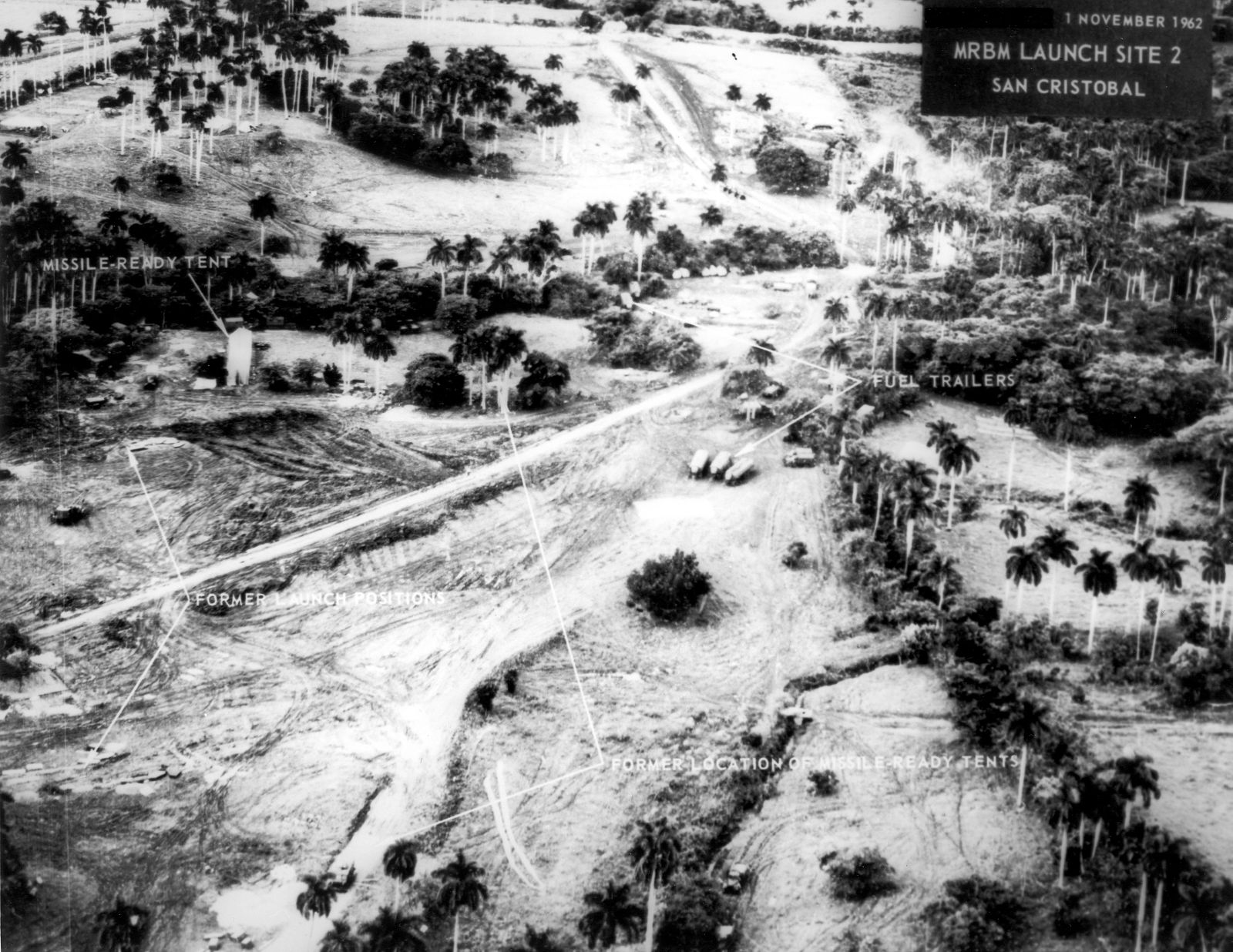
Kubakrisen.

- 3 oktober – TV-underhållningsprogrammet Hylands hörna har premiär i Sveriges Radio-TV [6] och blir en långkörare.
- 9 oktober – Uganda blir självständig stat [9].
- 13 oktober – Svensktoppen har premiär i Sveriges Radio [8] med Egon Kjerrman som programledare [1].
- 14 oktober – Kubakrisen börjar med att ett amerikanskt U2-plan fotograferar sovjetiska kärnvapenbärande missiler på Kuba.
- 19 oktober – Sverige ansluter sig till den FN-resolution, som kräver totalt provstopp för kärnvapen [8].
- 22 oktober – Efter att ha upptäckt raketbaser byggda i Sovjetunionen i Kuba inleder USA:s president John F. Kennedy en blockad mot Kuba, och kräver att baserna rivs. Sovjetiska fartyg är på väg [1]. John F. Kennedy berättar i ett TV-tal för det amerikanska folket att man funnit raketbaserna. Han säger också, att ett raketanfall från Kuba mot något land på västra halvklotet skall betraktas som ett anfall av Sovjet mot USA.
- 28 oktober – Kubakrisen tar slut [6], då Sovjetunionens ledare Nikita Chrustjov meddelar att missilerna tas bort från Kuba [9].

### November
- 4 november – USA förklarar sin kärnvapenprovserie avslutad [10].
- 6 november – FN:s generalförsamling röstar genom en resolution, som uppmanar medlemsstaterna att upphöra med militärt och ekonomiskt samarbete med Sydafrika på grund av den rasistiska apartheid-politiken i landet.
- 11 november – Sovjetunionen för bort sina missiler från Kuba [9].
- 19 november – Sovjetiska bombflygplan lämnar Kuba [9].
- 20 november
  - Kubablockaden hävs [9].
- 21 november – Sveriges riksdag antar en ny brottsbalk som skall ersätta 1864 års strafflag. Straffarbete avskaffas slutligen definitivt, och skyddstillsyn införs [7], när lagen träder i kraft tre år senare.
- 27 november – 97 personer, bland annat svenskar, omkommer då ett brasilianskt trafikflygplan störtar över Lima, Peru [4].

### December
- 4 december – Den svenska polisen rapporterar om ökande insmuggling av centralstimulerande medel i Sverige [7].
- 4–7 december – London, England, Storbritannien drabbas av smog som dödar 136 personer [10].
- 6 december – Det svenska flygvapnet premiärvisar nya stridsflygplanet Saab 37 Viggen [6].
- 9 december – TV-programmet Fråga Lund, där sex spirituella akademiker svarar på tittarfrågor, har premiär i svensk TV [7]. Programledare är Jan-Öjvind Swahn.
- 10 december – John Steinbeck får Nobelpriset i litteratur [1].

### Okänt datum
- SAAB lanserar SAAB sport.
- Efter en tids fångenskap i Katanga i Kongo-Léopoldville friges ett antal FN-svenskar.
- Trondheimsförrådet och Trondheimsleden står färdiga.
- Sveriges riksdag fattar beslut om att den svenska polisen skall förstatligas.
- Det svenska nattarbetsförbudet för kvinnor ersätts med ett generellt nattarbetsförbud, som gäller båda könen.
- Högerpartiet försöker få till stånd diskussioner om borgerligt samarbete, men inte minst Centerpartiet är kallsinnigt.
- Den svenska riksdagen inför en lag om kreditpolitiska medel, vilket innebär placeringsplikt. Investerare tvingas placera en del av sina investeringar i statsobligationer.
- Sverige ratificerar den likalönskonvention som utarbetats av FN-organet ILO.
- Vid en omröstning i DN utses koltrasten till Sveriges nationalfågel av läsarna.
- Eyvind Johnson får Nordiska rådets första litteraturpris.
- Lars-Inge Svartenbrandt döms till fängelse första gången.
- Ingemar Johansson, Sverige slår Dick Richardson, Storbritannien och blir Europamästare i tungviktsboxning [13].
- 12 000 personer omkommer vid en jordbävning i Teheran [5].
- Förbud mot slaveri i Saudiarabien och slaveri i Jemen.

## Födda

### Första kvartalet

#### Januari
- 1 januari – Richard Roxburgh, australisk skådespelare.
- 3 januari – Håkan Florå, mer känd under namnet Onkel Kånkel, svensk musiker.
- 12 januari – Gunde Svan, svensk skidåkare och TV-programledare [7].
- 14 januari – Michael McCaul, amerikansk republikansk politiker.
- 15 januari
  - Ola Isedal, svensk skådespelare.
  - Margherita Buy, italiensk skådespelare.
- 16 januari – Denis O'Hare, amerikansk skådespelare.
- 17 januari – Jim Carrey, amerikansk skådespelare.
- 21 januari – Marie Trintignant, fransk skådespelare.
- 22 januari – Tuanku Mizan Zainal Abidin, sultan av Terengganu, Malaysia.
- 29 januari
  - Olle Bälter, svensk forskare inom datalogi, lektor vid KTH.
  - Lee Terry, amerikansk republikansk politiker.
  - Nicholas Turturro, amerikansk skådespelare.
- 30 januari – Abdullah II av Jordanien, kung av Jordanien från 1999.

#### Februari
- 1 februari – José Luis Cuciuffo, argentinsk fotbollsspelare.
- 5 februari – Jennifer Jason Leigh, amerikansk skådespelare.
- 6 februari – Axl Rose, amerikansk hårdrocksångare i Guns N' Roses.
- 7 februari
  - Eddie Izzard, brittisk skådespelare.
  - Garth Brooks, amerikansk countryartist.
- 10 februari – Cliff Burton, amerikansk musiker (Metallica).
- 11 februari
  - Tammy Baldwin, amerikansk demokratisk politiker, senator 2013–.
  - Sheryl Crow, amerikansk rocksångerska och skådespelare.
  - Tina Leijonberg, svensk TV-programledare, skådespelare och sångerska.
- 13 februari – Heikko Deutschmann, österrikisk skådespelare.
- 15 februari
  - Niklas Hjulström, svensk skådespelare, regissör och artist.
  - Stefan Kratz, svensk innebandyledare.
- 16 februari
  - Julia Hede, svensk barnskådespelare, fotograf och regissör.
  - Jhonn Balance, brittisk musiker, medlem i Coil.
  - Håkan Sandell, svensk poet.
- 17 februari – Lou Diamond Phillips, amerikansk skådespelare.
- 21 februari
  - Jakob Eklund, svensk skådespelare.
  - Mikael Hylin, svensk regissör och manusförfattare.
- 22 februari – Steve Irwin, australisk naturexpert och TV-profil.
- 25 februari – Birgit Fischer, tysk kanotist.
- 27 februari – Adam Baldwin, amerikansk skådespelare.
- 28 februari – Karin Mamma Andersson, svensk konstnär.

#### Mars
- 1 mars
  - Anders Byström, svensk skådespelare, regissör och satiriker.
  - Peter Malmsjö, svensk skådespelare.
- 2 mars
  - Jon Bon Jovi, amerikansk rocksångare.
  - Peter Andersson, svensk ishockeyspelare.
- 3 mars – Jackie Joyner-Kersee, amerikansk friidrottare.
- 5 mars – Todd Russell Platts, amerikansk republikansk politiker.
- 9 mars – Pete Wishart, brittisk parlamentsledamot för Scottish National Party från 2001.
- 10 mars – Jasmine Guy, amerikansk skådespelare, dansare och sångerska.
- 15 mars – Per Forsberg, TV-kommentator och speaker vid stora idrottsevenemang.
- 16 mars – Joseph Crowley, amerikansk demokratisk politiker, kongressledamot 1999–2019.
- 19 mars – Johan Gry, svensk skådespelare.
- 20 mars – Stephen Sommers, amerikansk regissör, manusförfattare och filmproducent.
- 21 mars
  - Matthew Broderick, amerikansk skådespelare.
  - Rosie O'Donnell, amerikansk skådespelare, TV-programledare och komiker.
- 31 mars – Mark Begich, amerikansk demokratisk politiker.

### Andra kvartalet

#### April
- 1 april – Trond Korsmoe, svensk musiker, medlem i Larz-Kristerz.
- 3 april – Mike Ness, rocksångare/gitarrist i Social Distortion.
- 5 april – Lana Clarkson, amerikansk skådespelare.
- 6 april – Robert Wells, svensk musiker.
- 7 april
  - Jon Cruddas, brittisk parlamentsledamot för Labour 2001–2024.
  - Alain Robert, fransman som klättrar på skyskrapor med bara händerna.
- 9 april
  - Thomas Bodström, svensk advokat, justitieminister 2000–2006.
  - Louise Raeder, svensk skådespelare.
- 13 april – Hillel Slovak, israelisk-amerikansk musiker, gitarrist i bandet Red Hot Chili Peppers 1983–1988.
- 14 april – Laura Richardson, amerikansk demokratisk politiker.
- 15 april – Nick Kamen, brittisk popsångare.
- 16 april – Reijo Hongisto, finländsk politiker.
- 21 april – Göran Fritzson, svensk musiker, spelar klaviatur i Gyllene Tider.
- 23 april – John Hannah, brittisk skådespelare.
- 26 april – Matteo Messina Denaro, italiensk maffiaboss.
- 27 april – Eva Callenbo, svensk skådespelare och manusförfattare.
- 29 april – Åsa Domeij, svensk miljöpartistisk politiker och agronom, riksdagsledamot 1988–1991 och 2002–2006.

#### Maj
- 3 maj – Anders Graneheim, svensk kroppsbyggare.
- 6 maj - Kristoffer Leandoer, svensk författare och litteraturkritiker.
- 6 maj – Tom Brake, brittisk politiker, parlamentsledamot (liberaldemokrat) 1997–2019.
- 9 maj – David Gahan, sångare i Depeche Mode.
- 12 maj
  - Emilio Estevez, amerikansk skådespelare.
  - Brett Gurewitz, amerikansk musiker, gitarrist i punkbandet Bad Religion.
- 13 maj
  - Paul Burstow, brittisk parlamentsledamot (liberaldemokrat).
  - Örjan Kihlström, svensk travkusk.
- 14 maj
  - Danny Huston, amerikansk skådespelare.
  - Wolfgang Priklopil, österrikisk kidnappare.
  - Mimi Walters, amerikansk republikansk politiker.
- 18 maj
  - Nathaniel Parker, brittisk skådespelare, spelade Inspector Lynley.
  - Karel Roden, tjeckisk skådespelare.
  - Sandra Ann Lauer, tysk sångerska.
  - Nanne Grönvall, svensk sångerska.
- 24 maj – Gene Anthony Ray, amerikansk skådespelare.
- 26 maj – Bobcat Goldthwait, amerikansk skådespelare.
- 27 maj – Mare Kandre, svensk författare.

#### Juni
- 2 juni
  - Rolf-Göran Bengtsson, svensk ryttare.
  - Thor Eldon, isländsk musiker, medlem i Sugarcubes.
- 8 juni – Nick Rhodes, brittisk musiker, keyboardist i Duran Duran.
- 10 juni – Kent Lindén, svensk musiker, medlem i Larz-Kristerz.
- 13 juni
  - Ally Sheedy, amerikansk skådespelare.
  - Mark Frankel, brittisk skådespelare.
- 14 juni – Chintami Atmanegara, indonesisk skådespelare och fotomodell.
- 16 juni – Arnold Vosloo, sydafrikansk skådespelare.
- 19 juni – Paula Abdul, amerikansk sångerska.
- 20 juni – Thomas Hanzon, svensk skådespelare.
- 22 juni – Andreas Frege, tysk musiker, sångare i Die Toten Hosen.
- 24 juni – Åsa Ekberg, svensk skådespelare.
- 29 juni
  - Amanda Donohoe, brittisk skådespelare.
  - Jonas Frick, svensk regissör och manusförfattare.
  - Blossom Tainton, svensk artist.

### Tredje kvartalet

#### Juli
- 1 juli – Andre Braugher, amerikansk skådespelare.
- 3 juli
  - Tom Cruise, amerikansk skådespelare.
  - Thomas Gibson, amerikansk skådespelare.
- 4 juli – Anthony Edwards, brittisk skådespelare.
- 10 juli – Dominique Enon, fransk solo-oboist.
- 12 juli – Sari Mällinen, finländsk skådespelare.
- 13 juli – Tom Kenny, amerikansk skådespelare.
- 19 juli – Anthony Edwards, amerikansk skådespelare.
- 22 juli – Steve Albini, amerikansk musiker och musikproducent.
- 24 juli – Andreas Meurer, tysk musiker, basist i Die Toten Hosen.
- 31 juli – Wesley Snipes, amerikansk skådespelare.

#### Augusti
- 4 augusti – Roger Clemens, amerikansk basebollspelare.
- 6 augusti – Michelle Yeoh, kinesisk-malaysisk danserska och filmskådespelare.
- 8 augusti – Levent Ülgen, turkisk-kurdisk skådespelare.
- 13 augusti – Maria Langhammer, svensk skådespelare och sångerska (blues, soul och country).
- 16 augusti – Steve Carell, amerikansk komiker, skådespelare, filmproducent och manusförfattare.
- 20 augusti – James Marsters, amerikansk skådespelare.
- 22 augusti – Mårten Sandén, svensk författare och låtskrivare.
- 25 augusti – Vivian Campbell, brittisk musiker, medlem i Def Leppard.
- 27 augusti – Lotten Strömstedt, svensk journalist, författare, röstskådespelare, kompositör och sångtextförfattare.
- 29 augusti
  - Jutta Kleinschmidt, tysk rallyförare.
  - Rebecca De Mornay, amerikansk skådespelare.
- 31 augusti – Sujiwo Tejo, indonesisk skådespelare.

#### September
- 1 september – Ruud Gullit, nederländsk fotbollsspelare.
- 4 september - David Lagercrantz, svensk författare.
- 8 september – Thomas Kretschmann, tysk skådespelare.
- 9 september – Liza Marklund, svensk journalist och författare.
- 11 september
  - Filip Dewinter, belgisk politiker och flamländsk nationalist.
  - Kristy McNichol, amerikansk skådespelare och sångerska.
  - Mauro Scocco, svensk musiker.
- 16 september – Håkan Juholt, svensk socialdemokratisk politiker, Socialdemokraternas partiledare 2011–2012.
- 21 september
  - Michael "Olga" Algar, sångare och gitarrist i engelska punkbandet The Toy Dolls.
  - Rob Morrow, amerikansk skådespelare.
- 22 september – Michael Gilden, amerikansk skådespelare och stuntman.
- 24 september – Nia Vardalos, kanadensisk-amerikansk skådespelare.
- 25 september – Aida Turturro, amerikansk skådespelare.

### Fjärde kvartalet

#### Oktober
- 1 oktober – Esai Morales, amerikansk skådespelare.
- 2 oktober
  - Sigtryggur Baldursson, isländsk musiker, trummis i Sugarcubes.
  - Jeff Bennett, amerikansk röstskådespelare.
- 3 oktober – Tommy Lee, amerikansk musiker, trummis i Motley Crue.
- 4 oktober
  - Ulf Friberg, svensk skådespelare, manusförfattare och teaterregissör.
  - Jean-Luc Sassus, fransk fotbollsspelare.
- 10 oktober – Cliff Burton, amerikansk musiker, basist i Metallica.
- 13 oktober – Kelly Preston, amerikansk skådespelare.
- 14 oktober – Chris Thomas King, amerikansk bluesmusiker.
- 16 oktober – Michael Balzary (mer känd som Flea), amerikansk musiker, basist i rockbandet Red Hot Chili Peppers.
- 18 oktober
  - Harriet Hageman, amerikansk republikansk politiker, kongressledamot 2023–.
  - Vincent Spano, amerikansk skådespelare.
- 19 oktober
  - Evander Holyfield, amerikansk tungviktsboxare.
  - Peter Näslund, svensk advokat.
- 21 oktober – Pat Tiberi, amerikansk republikansk politiker.
- 28 oktober – Daphne Zuniga, amerikansk skådespelare.
- 29 oktober – Einar Örn, isländsk sångare, medlem av Sugarcubes.
- 30 oktober – Krister St. Hill, svensk sångare.

#### November
- 1 november – Anthony Kiedis, amerikansk musiker, sångare i Red Hot Chili Peppers.
- 3 november – Antti Rinne, finländsk socialdemokratisk statsminister.
- 5 november – Per Graffman, svensk skådespelare.
- 9 november – John Katko, amerikansk republikansk politiker.
- 11 november
  - Demi Moore, amerikansk skådespelare och fotomodell.
  - Mic Michaeli, svensk musiker, medlem i Europe.
- 13 november – Per Sandberg, svensk skådespelare.
- 19 november
  - Tommy Andersson, svensk skådespelare.
  - Jodie Foster, amerikansk skådespelare och regissör.
  - Stefan Grybe, svensk barnskådespelare.
  - Sean Parnell, amerikansk republikansk politiker.
- 18 november – Kirk Hammett, amerikansk gitarrist, medlem i Metallica.
- 26 november
  - Cary Elwes, brittisk skådespelare.
  - Hannes Holm, svensk regissör och manusförfattare.
- 28 november – Matt Cameron, amerikansk musiker, trummis i Soundgarden 1986–1997.
- 29 november – Petter Stordalen, norsk investerare, hotellmagnat, fastighetsutvecklare och filantrop.

#### December
- 2 december – Linda McAvan, brittisk EU-parlamentariker.
- 3 december – Richard Bacon, brittisk parlamentsledamot för Conservative.
- 5 december – Nivek Ogre, kanadensisk sångare, medlem av Ministry och Skinny Puppy.
- 7 december – Jeffrey Donaldson, brittisk parlamentsledamot från 1997.
- 8 december – Marty Friedman, amerikansk musiker.
- 9 december
  - Karin Gidfors, svensk manusförfattare som skrivit manus till många TV-serier.
  - Keith A. Glascoe, amerikansk skådespelare och brandman som omkom vid World Trade Center den 11 september 2001.
  - Pete Olson, amerikansk republikansk politiker.
- 14 december – Yvonne Ryding, svensk fotomodell.
- 16 december – Michael Petersson, svensk skådespelare.
- 23 december – Bertrand Gachot, fransk racerförare.
- 28 december
  - Sharon Dyall, svensk sångerska och skådespelare.
  - Michel Petrucciani, fransk jazzpianist.
  - Peter Siepen, svensk TV-programledare.
- 30 december – Alessandra Mussolini, italiensk fotomodell och politiker.
- 31 december – Jeff Flake, amerikansk republikansk politiker.

## Avlidna

### Första kvartalet

#### Januari
- 1 januari – Hans von Salmuth, 73, tysk militär.
- 4 januari
  - Hans Heinrich Lammers, 82, tysk nazistisk politiker.
  - Fritz Lindström, 87, svensk konstnär.
- 5 januari – Per Thorén, 76, svensk konståkare.
- 8 januari – Roger Ducret, 73, fransk fäktare.
- 9 januari – Joe Starnes, 66, amerikansk demokratisk politiker.
- 13 januari – Edgar J. Goodspeed, 90, amerikansk teolog och filolog.
- 14 januari – Rudolf von Bünau, 71, tysk militär.
- 16 januari – James Wordie, 72, brittisk geolog.
- 17 januari – Gerrit Achterberg, 56, nederländsk poet.
- 18 januari – Walter W. Bacon, 82, amerikansk republikansk politiker.
- 19 januari – Reg Noble, 66, kanadensisk ishockeyspelare.
- 20 januari – Robinson Jeffers, 75, amerikansk poet.
- 21 januari – Andrew Frank Schoeppel, 67, amerikansk republikansk politiker, senator 1949–1962.
- 22 januari – Carl-Ernfrid Carlberg, 72, svensk gymnast och nazist.
- 24 januari
  - André Lhote, 76, fransk konstnär.
  - Charles Luther, 76, svensk friidrottare.
- 26 januari – Lucky Luciano, 64, italiensk-amerikansk maffiaboss.
- 29 januari – Fritz Kreisler, 86, österrikisk violinist.
- 30 januari – Alda Lara, 31, angolansk poet.
- 31 januari – Vlasta Burian, 70, tjeckisk skådespelare.

#### Februari
- 5 februari – Jacques Ibert, 71, fransk tonsättare.
- 17 februari – Bruno Walter, 85, tysk-amerikansk dirigent.
- 22 februari – Hélène Kirsova, 51, dansk ballerina och koreograf.
- 24 februari
  - Torsten Hammarén, 77, svensk skådespelare och teaterchef.
  - Irving Ives, 66, amerikansk republikansk politiker, senator 1947–1959.

#### Mars
- 2 mars – Wall Doxey, 69, amerikansk demokratisk politiker.
- 10 mars – Olle Janson, 51, svensk skådespelare.
- 11 mars – Margita Alfvén, 56, svensk skådespelare.
- 19 mars – Vasilij Stalin, 40, son till Josef Stalin.
- 24 mars – Auguste Piccard, 78, schweizisk uppfinnare.

### Andra kvartalet

#### April
- 1 april – Michel de Ghelderode, 63, belgisk författare och journalist.
- 3 april – Benny Paret, 25, kubansk boxare.
- 12 april – Mokshagundam Visvesvarayya, 100, indisk ingenjör.
- 18 april – Harald Wehlnor, 71, svensk skådespelare.
- 28 april – Gianna Beretta Molla, 39, italiensk barnläkare, helgonförklarad 2004.
- 30 april – Gull Natorp, 82, svensk skådespelare.

#### Maj
- 18 maj
  - Hedvig Nenzén, 81, svensk skådespelare.
  - Onni Okkonen, 75, finländsk professor.
- 28 maj – Assar Gabrielsson, 70, svensk grundare av och mångårig chef för svenska biltillverkarföretaget Volvo[7].
- 30 maj
  - Frank A. Barrett, 69, amerikansk republikansk politiker.
  - Jussi Paatela, 76, finländsk arkitekt.
- 31 maj – Henry F. Ashurst, 87, amerikansk demokratisk politiker, senator 1912–1941.

#### Juni
- 1 juni
  - Adolf Eichmann, 56, tysk SS-officer (avrättad).
  - Erik Nordling, 58, svensk militär.
- 6 juni – Yves Klein, 34, fransk konstnär.
- 8 juni – Charles P. Nelson, 54, amerikansk republikansk politiker, kongressledamot 1949–1957.
- 16 juni – Hans Kirk, 64, dansk författare.
- 22 juni – Francis H. Case, 65, amerikansk republikansk politiker, senator 1951–1962.
- 24 juni – Henry Richter, 65, svensk journalist och manusförfattare.

### Tredje kvartalet

#### Juli
- 6 juli – William Faulkner, 64, amerikansk författare, nobelpristagare.
- 9 juli – Georges Bataille, 64, fransk författare och filosof.
- 23 juli – Henry Dworshak, 67, amerikansk republikansk politiker, senator 1946–1949 och 1949–1962.
- 31 juli – Sigfrid Jonsson, 52, svensk skogsarbetare och socialdemokratisk riksdagspolitiker.

#### Augusti
- 4 augusti – Sven Forssell, 48, svensk författare och manusförfattare.
- 5 augusti – Marilyn Monroe, 36, amerikansk skådespelare, fotomodell och sångare[6].
- 9 augusti – Hermann Hesse, 85, tysk författare, nobelpristagare.
- 14 augusti – Toivo Paatela, 71, finländsk arkitekt.
- 20 augusti – Hermann Höfle, 51, tysk SS-officer (självmord).
- 23 augusti – Joseph Berchtold, 65, tysk SS-officer, Reichsführer-SS 1926–1927.

#### September
- 1 september – Hans-Jürgen von Arnim, 73, tysk generalöverste.
- 2 september – Johan Rosén, 75, svensk skådespelare, dekormålare, attributör och teaterdirektör.
- 3 september – E.E. Cummings, 67, amerikansk författare och konstnär.
- 7 september – Karen Blixen, 77, dansk författare.
- 9 september – Paavo Aaltonen, 42, finländsk gymnast.
- 10 september – Mogens Wieth, 42, dansk skådespelare.
- 20 september – Verner Oakland, 60, svensk skådespelare.
- 23 september – Patrick Hamilton, 58, brittisk författare.
- 28 september – Roger Nimier, 36, fransk författare.
- 29 september – Owe Jonsson, 21, svensk friidrottare och bandyspelare.
- 30 september – Sven Magnusson, 57, svensk skådespelare.

### Fjärde kvartalet

#### Oktober
- 5 oktober
  - Tod Browning, 82, amerikansk filmregissör och skådespelare.
  - Gustaf Hallström, 82, svensk arkeolog.
- 10 oktober – Trygve Gulbranssen, 68, norsk författare.
- 23 oktober – Henry D. Hatfield, 87, amerikansk republikansk politiker och kirurg.

#### November
- 1 november – Henry Kjellson, 71, svensk flygingenjör.
- 2 november – Alfred Amonn, 79, österrikisk nationalekonom.
- 7 november – Eleanor Roosevelt, 78, hustru till Franklin D. Roosevelt.
- 10 november – Nils Mesterton, 74, svensk militär.
- 12 november – Bror Abelli, 82, svensk regissör, skådespelare, sångare, författare och biografägare.
- 15 november – Irene Lentz, 61, amerikansk modeskapare.
- 18 november – Niels Bohr, 77, dansk kärnfysiker, nobelpristagare.
- 22 november – René Coty, 80, fransk politiker, Frankrikes president 1954–1959.
- 26 november – Aleksandr Antonov, 64, sovjetisk skådespelare.
- 28 november – Vilhelmina, 82, drottning av Nederländerna 1890–1948.
- 29 november – Erik Scavenius, 85, dansk politiker och diplomat.

#### December
- 7 december – Kirsten Flagstad, 67, norsk sångerska (sopran).
- 9 december – Carl Deurell, 94, svensk skådespelare.
- 15 december
  - Charles Laughton, 63, brittisk skådespelare och regissör.
  - Sigfrid Nordkvist, 73, svensk lärare och politiker (folkpartist).
- 23 december – James P. McGranery, 67, amerikansk politiker, USA:s justitieminister 1952–1953.
- 24 december – Wilhelm Ackermann, 66, tysk matematiker.
- 25 december – Warren Austin, 85, amerikansk politiker och diplomat, senator 1931–1946, FN-ambassadör 1946–1953.
- 27 december
  - Olga Preobrazjenskaja, 91, rysk ballerina.
  - Inge Krokann, 69, norsk författare.
- 28 december – Marcel Aubert, 78, fransk konsthistoriker.
- December – Annika Björklund, svensk kompositör och författare.

## Nobelpris[14]
- Fysik – Lev Landau, Sovjetunionen
- Kemi
  - Max Perutz, Storbritannien
  - John Kendrew, Storbritannien
- Medicin
  - Francis Crick, Storbritannien
  - James Watson, USA
  - Maurice Wilkins, Storbritannien / Nya Zeeland
- Litteratur – John Steinbeck, USA
- Fred – Linus Pauling, USA

### Fotnoter
1. 1 2 3 4 5 6 7 8 9  100 år med Aftonbladet – 1962, 1999
2. ↑  Everett, Walter (2001). The Beatles as Musicians: The Quarry Men through Rubber Soul. Oxford University Press. sid. 100. ISBN 978-0-19-514105-4
3. ↑  Spitz, Bob (2005). The Beatles: The Biography. New York: Little, Brown. ISBN 978-0-316-80352-6
4. 1 2 3 4 5 6 7 8 9 10 11  Faktakalendern 1996, Semic, 1995
5. 1 2  Faktakalendern 2006, Semic, 2005
6. 1 2 3 4 5 6 7 8 9 10 11 12 13 14 15 16  20:e århundrades När Var Hur – 1962, Bernt Himmelstedt, Forum, 1999
7. 1 2 3 4 5 6 7 8 9 10 11 12 13 14  Hundra år i Sverige – 1962, Hans Dahlberg, Albert Bonniers, 1999
8. 1 2 3 4 5 6 7 8 9  Sverige 1900-talet – 1962, NE, Bra Böcker, 2000
9. 1 2 3 4 5 6 7 8  Källa ej definierad.
10. 1 2 3 4 5  Faktakalendern 1997, Semic, 1996
11. 1 2 3  ”USA:s militära insatser i utlandet”. Arkiverad från originalet den 9 december 2013. https://web.archive.org/web/20131209174005/http://www.history.navy.mil/library/online/forces.htm. Läst 31 januari 2011.
12. ↑  Faktakalendern 2000 – 1962 (Sverige), 1999
13. ↑  75 år Sverige, Carl-Adam Nycop, Bra Böcker, 1976, sidan 189 – Boxningssagan om Ingo
14. ↑  ”Nobelpriset”. https://www.nobelprize.org/prizes/lists/all-nobel-prizes/. Läst 10 april 2011.